# فرانسه در المپیک تابستانی ۱۹۷۶
فرانسه در بازی‌های المپیک تابستانی ۱۹۷۶ که در شهر مونترال کانادا برگزار شد، کاروان فرانسه با ۲۰۶ ورزشکار در این رقابت‌ها شرکت کرد و موفق به کسب ۹ مدال (۲ طلا، ۳ نقره، ۴ برنز) شد. در جدول رتبه‌بندی توزیع مدال‌ها، فرانسه در ردهٔ ۱۵ مسابقات قرار گرفت.